# Okręty podwodne projektu 955
Okręty podwodne projektu 955 (typu Boriej - ros. Борей) – rosyjskie okręty podwodne z napędem atomowym wyposażone w rakietowe pociski balistyczne. W kodyfikacji NATO okręty znane są jako typ Borei.

## Historia
W połowie lat 90 XX wieku w Rosji rozpoczęły się prace nad nowymi okrętami podwodnymi-nosicielami pocisków balistycznych. Okręty miały zastąpić w służbie starsze jednostki projektu 667BDR i 941. Początkowo nowe okręty otrzymały oznaczenie projekt 935 i miały być wyposażone w nowe pociski balistyczne SS-N-28. Budowa pierwszego okrętu tego typu rozpoczęła się w listopadzie 1996. W projekcie zastosowano najnowsze rozwiązania konstrukcyjne powstałe na podstawie doświadczeń wyniesionych z budowy okrętów podwodnych serii projektów 667.
Z powodu czterech nieudanych prób z przeznaczonymi dla okrętów projektu 941 oraz 955 nowymi pociskami balistycznymi R-39M, program ten anulowano. W zamian podjęto próbę opracowania nowych pocisków w oparciu o konstrukcję lekkiego pocisku ICBM Topol-M. Nowe pociski otrzymały oznaczenie R-30 Buława (NATO: SS-N-30). Ponieważ nowe pociski miały większe rozmiary, konieczne było powiększenie wyrzutni.
Na okrętach zastosowano najnowsze rozwiązania konstrukcyjne w dziedzinie zmniejszenia ich wykrywalności. Okręty, m.in. dzięki zastosowaniu napędu typu pump-jet, mogą w skryty sposób zbliżać się do wyznaczonych pozycji.
Zgodnie z planem budowa pierwszego okrętu miała zostać zakończona w 2002 roku, w każdym następnym roku miano kończyć budowę jednego okrętu, tak aby w roku 2010 osiągnąć stan 14 do 18 jednostek, łącznie z jednostkami projektu 667BDRM (Delta IV). Wodowanie pierwszego okrętu tego typu - "Jurij Dołgoruki" - miało miejsce dopiero 15 kwietnia 2007. Drugi okręt tego typu "Aleksander Newski" został zwodowany na początku grudnia 2010 roku, a trzeci "Władimir Monomach" pod koniec 2012. Zgodnie z zapowiedzią ministra obrony Rosji Аnatolija Sierdiukowa, do 2020 r. zostanie zbudowanych pięć nowych okrętów.
W ramach realizowanego od 2011 r. programu modernizacji technicznej rosyjskich sił zbrojnych (GPW-2020) zakłada się budowę 10 okrętów typu Boriej. Wcześniej mówiono o 8 okrętach, ale podczas wspomnianej konferencji prasowej adm. Czirkowa padła liczba 10, która zresztą przewijała się już wcześniej w doniesieniach o okrętach tego typu. Czy będzie to 8, czy 10 jednostek zależy też od tego, jak sprawnie będzie przebiegał proces ich budowy i testów. Wówczas adm. Czirkow wspomniał także, że po roku 2030 rozpocząć się ma produkcja okrętów kolejnej generacji (piątej według rosyjskiej klasyfikacji), następców pr. 955 i pr. 885.

## Okręty
- K-535 Jurij Dołgoruki - projekt 955 - rozpoczęcie budowy listopad 1996, wodowanie 15 kwietnia 2007, w służbie od 10 stycznia 2013[potrzebny przypis]
- K-550 Aleksander Newski - projekt 955 rozpoczęcie budowy 19 marca 2004, wodowanie 2 grudnia 2010, w służbie od 23 grudnia 2013[2]
- K-551 Władimir Monomach - projekt 955 rozpoczęcie budowy 19 marca 2006, wodowanie 30 grudnia 2012, w służbie od 19 grudnia 2014[3]
- К-549 Kniaź Władimir (wcześniej „Święty Mikołaj”) - projekt 955A rozpoczęcie budowy 30 lipca 2012[4], wodowanie 17 listopada 2017[5].
- K-??? Kniaź Oleg - projekt 955A, piąty Boriej (numer stoczniowy 205). Uroczyste położenie stępki tego okrętu odbyło się 27 lipca 2014.
- K-??? Generalissimus Suworow (wcześniej „Kniaź Suworow”)- projekt 955A, szósty Borej (numer stoczniowy 206). Uroczyste położenie stępki 26 grudnia 2014.
- K-??? Imperator Aleksandr III - projekt 955A, siódmy Borej (numer stoczniowy 207). Uroczyste położenie stępki 18 grudnia 2015.
- K-??? Książę Pożarski - projekt 955A, ósmy Borej (numer stoczniowy 208). Uroczyste położenie stępki 23 grudnia 2016
- K-??? Marszałek Żukow
- K-??? Marszałek Rokossowski